# Rakovník zastávka
Rakovník zastávka – przystanek kolejowy w miejscowości Rakovník, w kraju środkowoczeskim, w Czechach. Znajduje się na wysokości 335 m n.p.m.
Na przystanku nie ma możliwości zakupu biletów, a obsługa podróżnych odbywa się w pociągu. 

## Linie kolejowe
- 120 Praha - Kladno - Lužná u Rakovníka - Rakovník